# Apoasphondylia vernoniae
Apoasphondylia vernoniae är en tvåvingeart som först beskrevs av Ephraim Porter Felt 1918.  Apoasphondylia vernoniae ingår i släktet Apoasphondylia och familjen gallmyggor.
Artens utbredningsområde är Filippinerna. Inga underarter finns listade i Catalogue of Life.